# Parasanaa donovani
Parasanaa donovani är en insektsart som först beskrevs av Donovan 1834.  Parasanaa donovani ingår i släktet Parasanaa och familjen vårtbitare. Inga underarter finns listade i Catalogue of Life.